# Zumhaus

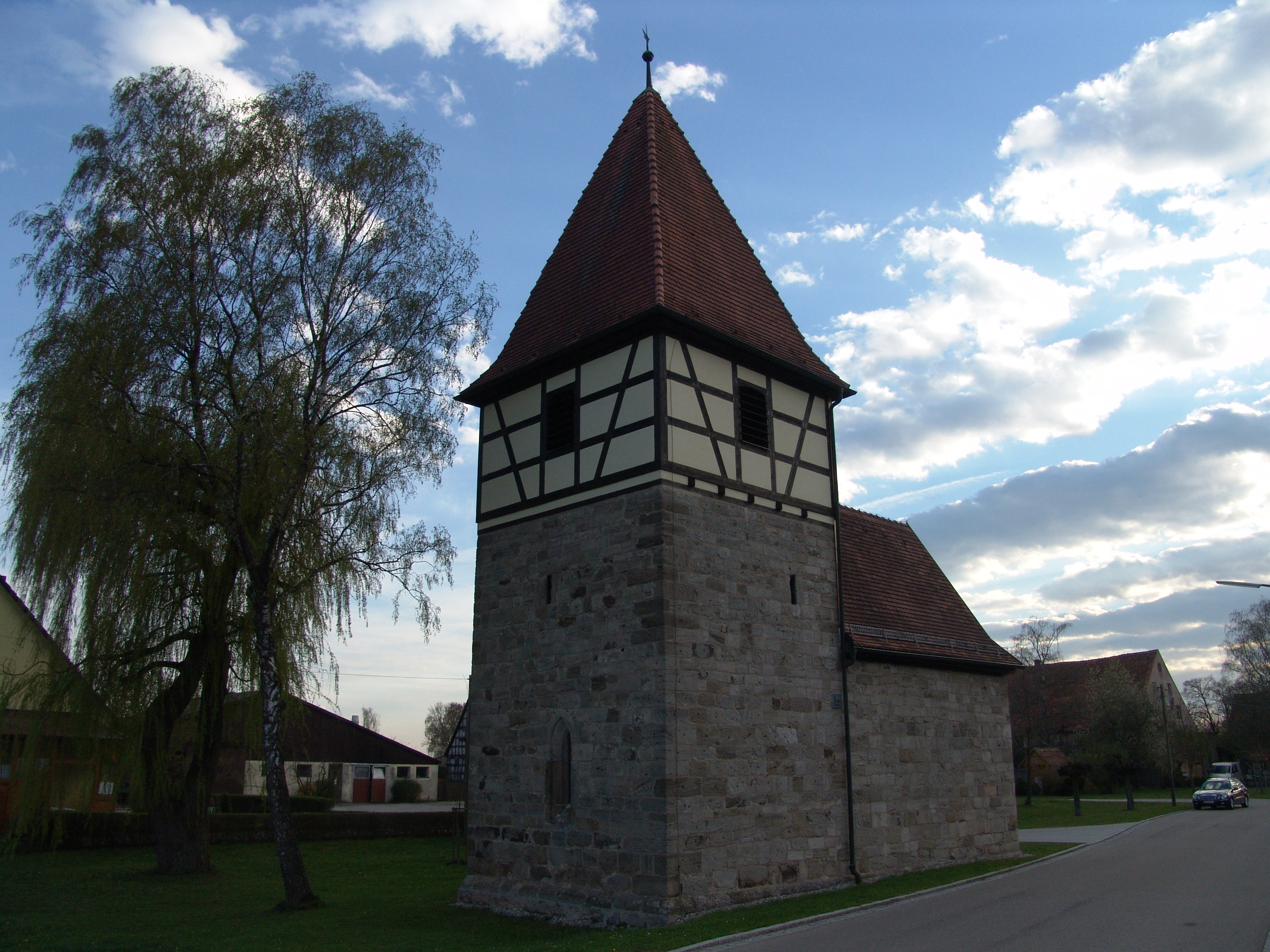
Kapelle St. Kilian in Zumhaus

Zumhaus ist ein Gemeindeteil der Stadt Feuchtwangen im Landkreis Ansbach (Mittelfranken, Bayern). Zumhaus liegt in der Gemarkung Breitenau.

## Geografie
Das Kirchdorf liegt am rechten Ufer der Wörnitz und am Hirtengraben, der unmittelbar südlich des Ortes als rechter Zufluss in die Wörnitz mündet, in einer flachhügeligen Ebene bestehend aus Ackerland und Grünland mit einzelnem Baumbestand. Der Ort ist von Süden, Osten und Westen eingebettet von der Bundesautobahn 6 und A 7 sowie der Bahnstrecke Nürnberg–Crailsheim im Norden. Die AN 5 führt nach Ungetsheim (1,4 km südlich) bzw. nach Bottenweiler (1,7 km nordwestlich). Die Kreisstraße AN 36 führt nach Breitenau (1,2 km östlich). Eine Gemeindeverbindungsstraße führt nach Zischendorf (0,9 km nördlich).

## Geschichte
Zumhaus lag im Fraischbezirk des ansbachischen Oberamtes Feuchtwangen. Im Jahr 1732 bestand der Ort aus 7 Anwesen, 1 Gemeindehirtenhaus und 1 Kapelle. Grundherren waren das Stiftsverwalteramt Feuchtwangen (1 Anwesen), der Deutsche Orden (2 Anwesen), das Spital der Reichsstadt Dinkelsbühl (4 Anwesen, davon eines mit Wirtschaft) und das Rittergut Thürnhofen (1 Gütlein). Von 1797 bis 1808 gehörte der Ort zum Justiz- und Kammeramt Feuchtwangen. Die Zahl der Anwesen blieb unverändert.
Mit dem Gemeindeedikt (frühes 19. Jahrhundert) wurde Zumhaus dem Steuerdistrikt und der Ruralgemeinde Breitenau zugeordnet. Im Zuge der Gebietsreform in Bayern wurde Zumhaus am 1. Januar 1972 nach Feuchtwangen eingemeindet.

### Baudenkmal
- evangelisch-lutherische Filialkirche St. Kilian: Chorturmkirche, kleine, aus Hausteinen errichtete Anlage, 15./frühes 16. Jahrhundert, Fachwerkobergeschoss des Turms wohl 18./19. Jahrhundert; mit Ausstattung[9]

### Einwohnerentwicklung
| Jahr      | 001818 | 001840 | 001861 | 001871 | 001885 | 001900 | 001925 | 001950 | 001961 | 001970 | 001987 |
| Einwohner | 63     | 78     | 65     | 72     | 85     | 97     | 96     | 131    | 74     | 74     | 53     |
| Häuser    | 10     | 13     |        |        | 16     | 17     | 20     | 17     | 18     |        | 19     |
| Quelle    | [ 11 ] | [ 12 ] | [ 13 ] | [ 14 ] | [ 15 ] | [ 16 ] | [ 17 ] | [ 18 ] | [ 19 ] | [ 20 ] | [ 1 ]  |

## Religion
Der Ort ist seit der Reformation evangelisch-lutherisch geprägt und bis heute nach St. Stephan (Breitenau) gepfarrt. Die Einwohner römisch-katholischer Konfession sind nach St. Ulrich und Afra (Feuchtwangen) gepfarrt.